# Chéraute
Chéraute település Franciaországban, Pyrénées-Atlantiques megyében. Lakosainak száma 1048 fő (2022. január 1.). Chéraute Barcus, Berrogain-Laruns, L’Hôpital-Saint-Blaise, Mauléon-Licharre, Moncayolle-Larrory-Mendibieu, Roquiague és Viodos-Abense-de-Bas községekkel határos.

## Népesség
A település népességének változása:
| Lakosok száma | 1100 | 1098 | 1260 | 1089 | 1085 | 1083 | 1067 | 1057 | 1048 |
|               | 2013 | 2015 | 2016 | 2017 | 2018 | 2019 | 2020 | 2021 | 2022 |